# Vartán Waldir Boghossian
Vartán Waldir Boghossian, S.D.B. (Penápolis, 27 de fevereiro de 1940) é um clérigo brasileiro e bispo católico armênio emérito de Buenos Aires e exarca apostólico da América Latina e México.

## Biografia
Vartán Waldir Boghossian é filho de Ardachés Boghossiane, imigrante armênio nascido no Líbano, e Olga Scudeller Boghossian, descendente de italianos. Obteve o bacharelado em Teologia na Pontifícia Universidade Salesiana de Roma em 1967. Concluiu licenciatura em Pedagogia pela Faculdade Dom Aquino de Filosofia, Ciências e Letras de Campo Grande, em 1977.
Foi ordenado sacerdote dos Salesianos de Dom Bosco em 22 de dezembro de 1966. Como padre salesiano, trabalhou em Corumbá, Cuiabá e Campo Grande, tendo sido diretor das Faculdades Salesianas de Filosofia, Ciências e Letras e da Faculdade de Serviço Social, que hoje integram a Universidade Católica Dom Bosco. Quando estava em Campo Grande, recebeu o convite do Papa para ir a Roma se preparar para trabalhar pelos armênios, dedicando-se ao estudo da língua e liturgia armênias.
Em 3 de julho de 1981, foi nomeado Exarca Apostólico da América Latina e México e Bispo Titular de Mardin degli Armeni. O Patriarca da Cilícia Hemaiag Bedros XVII Guedikian e os co-consagradores André Bedoglouyan ICPB, Bispo Auxiliar do Patriarcado da Cilícia, e Mikail Nersès Sétian, Exarca Apostólico dos Estados Unidos e Canadá, o consagraram em 12 de dezembro de 1981.
Boghossian foi nomeado o primeiro bispo de San Gregorio de Narek em Buenos Aires em 18 de fevereiro de 1989. Dom Boghossian era membro da Conferência Episcopal Argentina.
Em 4 de julho de 2018, o Papa Francisco aceitou sua aposentadoria por motivos de idade.
Boghossian participou da sessão especial do Sínodo dos Bispos no Oriente Médio e afirmou que todos os patriarcas católicos romanos das Igrejas Orientais deveriam ter o direito de participar de um conclave, mesmo que não fossem cardeais. Ele justificou esta afirmação com o fato de que os Patriarcas das Igrejas Orientais são, de acordo com o Codex Canonum Ecclesiarum Orientalium (Can. 55), para as Igrejas Orientais, em última análise, pais e líderes de suas igrejas.
A Câmara Municipal de Penápolis, em 2015, realizou solenidade para marcar o Centenário do Genocídio Armênio e entregou o título de Filho Ilustre de Penápolis ao bispo Boghossian. Em 2019, Dom Vartán recebeu o título de Doutor Honoris Causa da UniSALESIANO em Araçatuba.